# Clinopodium chandleri
Clinopodium chandleri är en kransblommig växtart som först beskrevs av Townshend Stith Brandegee, och fick sitt nu gällande namn av P.D. Cantino och Wagstaff. Clinopodium chandleri ingår i släktet bergmyntor, och familjen kransblommiga växter. Inga underarter finns listade i Catalogue of Life.